# Steinkreis von Wormsleben
Der Steinkreis von Wormsleben war ein vorgeschichtlicher Steinkreis bei Wormsleben, einem Ortsteil der Gemeinde Seegebiet Mansfelder Land im Landkreis Mansfeld-Südharz, Sachsen-Anhalt. Er wurde vermutlich in der ersten Hälfte des 19. Jahrhunderts zerstört.

## Lage
Der Steinkreis befand sich zwischen Wormsleben und Neehausen.

## Beschreibung
Nach Christian Keferstein war der Steinkreis bereits in den 1840er Jahren nicht mehr erhalten. Er bestand aus senkrecht stehenden Sandstein-Pfeilern. Über die Maße des Kreises und der einzelnen Steine liegen keine Angaben vor.
Funde aus der Umgebung des Steinkreises stammen von der Bandkeramischen Kultur, der Walternienburger Kultur, aus der Vollbronzezeit, der Latènezeit, der Völkerwanderungszeit, aus dem slawischen Frühmittelalter und aus dem Mittelalter.